# Климовичи (Минская область)
Климовичи (бел. Клімовічы) — деревня в Минском районе Минской области Белоруссии. Входит в состав Новодворского сельсовета.

## История
В 1708 году Климовичи имели 11 дворов и принадлежали К. Друцкому-Горскому. В то время деревня находилась в составе Минского повета и воеводства Великого княжества Литовского.
В 1772 году Климовичи насчитывали 47 дворов и 189 жителей мужского пола, будучи собственностью И. Прушинского. В 1791 году деревня входила в состав имения Новый Двор и являлась шляхетской собственностью. После второго раздела Речи Посполитой в 1793 году она была включена в состав Российской империи.
К 1800 году в деревне было 17 дворов и проживало 105 жителей. В разное время деревня находилась в собственности С. Прушинского (1800), Р. Алендского (1815) и К. Яленского (1858). В 1886 году в Климовичах действовала православная церковь.
Согласно переписи 1897 года, деревня включала 31 двор с населением 178 человек и входила в состав Сенницкой волости Минского уезда. В 1917 году в Климовичах насчитывалось 42 двора и 253 жителя.
Во время Первой мировой войны деревня была оккупирована войсками кайзеровской Германии с февраля по декабрь 1918 года, а с июля 1919 по июль 1920 года — войсками Польши. С 1919 года Климовичи входили в состав Белорусской ССР.
20 августа 1924 года деревня была включена в Новодворский сельсовет Самохваловичского района Минского округа. К 1926 году здесь было 53 двора, проживало 265 человек, действовала кузница. С 18 января 1931 года деревня вошла в черту города Минска, но с 26 мая 1935 года вновь была включена в Минский район. С 20 февраля 1938 года Климовичи входили в состав Минской области.
В 1930-х годах в деревне был организован колхоз «3-ці рашаючы» (с бел. — «3-й решающий»). В годы Великой Отечественной войны Климовичи находились под оккупацией немецких войск с конца июня 1941 года до начала июля 1944 года.
С 16 июля 1954 года деревня входила в Гатовский сельсовет, с 20 января 1960 года — в Новодворский сельсовет. В 1997 году в деревне насчитывалось 101 хозяйство и проживало 246 человек. В 2010 году в Климовичах работал магазин, числилось 73 хозяйства и 193 жителя.

## География
Деревня расположена примерно в 3 км к югу от города Минска и граничит с деревней Пашковичи. В 2 км юго-восточнее деревни расположен агрогородок Гатово. В 2 км западнее деревни находится железнодорожная станция Колядичи.